# Dominikia laminifer
Dominikia laminifer är en skalbaggsart som först beskrevs av Pierre Lesne 1895.  Dominikia laminifer ingår i släktet Dominikia och familjen kapuschongbaggar. Inga underarter finns listade i Catalogue of Life.